# Raketenjagdpanzer 1
Raketenjagdpanzer 1 (RakJPz 1)  — немецкий ракетный истребитель танков, поступивший на вооружение в 1961 году. Всего выпущено 95 штук. 

## Конструкция
RakJPz 1 был основан на шасси Hispano-Suiza, которая раннее использовалась на бронемашине SPz-12-3. Также RakJPz 1 имел две ракетные установки, во время перезарядки одна из
которых убиралась вниз, а другая выдвигалась наружу. Боекомплект составлял 10 ракет SS 11. Бронемашина вооружена 7.62 мм пулемётом MG3 и дымовыми установками на лобовой части корпуса.

## Передвижение
Бронемашина оснащена 8-цилиндровым бензиновым двигателем с мощностью 220 л.с Rolls-Royce B81, который позволял разгоняться до 51 км/ч. Запас хода составляет 270 км.